# Église Sainte-Cécile de New York
L'église Saint-Cécile (St. Cecilia Church en anglais) est une église paroissiale de l'archidiocèse de New York aux États-Unis. Elle est située à Manhattan à New York. Elle a été construite de 1883 à 1887. La paroisse rattachée à l'église a été érigée en 1873. De 1939 à 2007, les services religieux de l'église étaient exécutés par les pères rédemptoristes. En 1984, l'église ainsi que le couvent ont été classés dans le Registre national des lieux historiques des États-Unis.

## Description
L'église Sainte-Cécile est sise sur la 106e Rue à Manhattan à New York. Il s'agit d'une église en briques et terra cotta conçue par l'architecte Napoléon Le Brun

## Histoire
La paroisse Sainte-Cécile a été érigée en 1873 à partir de la paroisse Saint-Paul (en). La première église paroissiale a été consacrée le 20 août 1873. En 1881, un terrain a été acheté sur la 106e Rue pour la construction d'une nouvelle église. La pierre angulaire a été posée le 9 septembre 1883. La construction a été achevée en 1877. L'ancienne église a été donnée à une autre paroisse. Le 27 novembre 1887, la nouvelle église a été consacrée par l'archevêque Michael Corrigan.
En 1984, l'église ainsi que le couvent ont été classés dans le Registre national des lieux historiques des États-Unis.
En novembre 2014, l'archidiocèse de New York a annoncé que la paroisse de la Sainte-Agonie (en) allait être fusionnée à la paroisse Sainte-Cécile.